# Nothura chacoensis
Il tinamo del Chaco (Nothura chacoensis Conover, 1937) è un uccello  della famiglia Tinamidae.

## Descrizione
Lunghezza: 23–25 cm.

## Distribuzione e habitat
Paraguay nord-occidentale, Argentina centrosettentrionale.